# NGC 7459
NGC 7459 est une vaste paire de galaxies relativement éloignées et en contact,, située dans la constellation des Poissons. Sa vitesse par rapport au fond diffus cosmologique est de 11 669 ± 26 km/s, ce qui correspond à une distance de Hubble de 172,1 ± 12,1 Mpc (∼561 millions d'al). NGC 7459 a été découverte par l'astronome américain Lewis Swift en 1884.
En raison d'une brillance de surface égale à 14,16 mag/am2, on peut qualifier la composante située de NGC 7459 située à l'ouest est une galaxie à faible brillance de surface (LSB en anglais pour low surface brightness). Les galaxies LSB sont des galaxies diffuses (D) avec une brillance de surface inférieure de moins d'une magnitude à celle du ciel nocturne ambiant.
La base de données NASA/IPAC assigne les désignations NGC 7459 NED 01 et NGC 7459 NED 02 aux composantes de NGC 7459. Les coordonnées de NGC 7459 NED 01 sont égales à  23h 00m 59,63s et 06° 44′ 57,729″ et celles de NGC 7459 NED 02 à 23h 01m 00,2872s et 06° 45′ 03.438″.

## Identification de NGC 7459

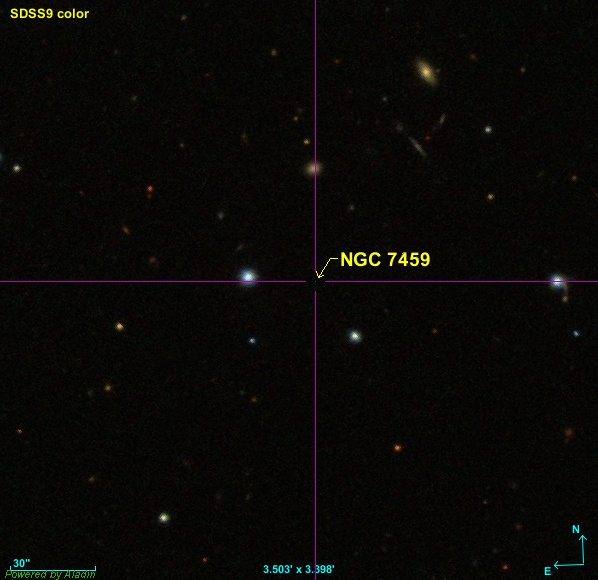
NGC 7459, un objet perdu?

Les bases de données Simbad et HyperLEDA, ainsi que le logiciel Aladin, considèrent que NGC 7459 est un objet céleste perdu ou inexistant. Aussi, ces trois sources désignent la composante ouest de la paire de galaxies NGC 7459 comme étant NGC 7452.